# USB loader GX
USB Loader GX是一種wii遊戲機專用免費軟體，由第三方私人開發，它可以讓wii讀取外接USB硬碟或硬碟盒內的遊戲映像檔直接執行遊戲，也有將遊戲光碟制成映像存入硬碟的功能。

## 外部連結
- 官方網站 （页面存档备份，存于）